# Tungnafellsjökull
De Tungnafellsjökull is met een oppervlakte van ongeveer 48 km² een van de kleinere gletsjers van IJsland. De Tungnafellsjökull bevindt zich ten noordwesten van de veel grotere Vatnajökull gletsjer en ten oosten van de Hofsjökull gletsjer, aan de Sprengisandurweg (F 26). Het hoogste punt van de gletsjer ligt ongeveer 1540 meter boven de zeespiegel.
Onder de gletsjer bevindt zich de gelijknamige vulkaan. Sinds de bewoning van IJsland is deze vulkaan nooit uitgebarsten maar wordt echter wel als actief beschouwd aangezien hij de laatste 10 000 jaar meermaals is uitgebarsten. De vulkaan heeft twee kraters (caldera's) waarvan er zich één volledig onder de ijskap bevindt.